# Верхний Кысмыл
Верхний Кысмыл — деревня в Лысьвенском городском округе Пермского края России.

## Географическое положение
Деревня расположена в южной части Лысьвенского городского округа на расстоянии примерно 42 километра по прямой на юго-запад от города Лысьва, примерно в 2 километрах на северо-запад от села Канабеки.

## История
Известна как выселок с 1869 года. 
С 2004 до 2011 года входила в Новорождественское сельское поселение Лысьвенского муниципального района.

## Климат
Климат умеренно континентальный. Среднегодовая температура воздуха равна: +1,7 °C; продолжительность безморозного периода: 165 дней; средняя мощность снегового покрова: 50 см; средняя глубина промерзания почвы: 123 см. Устойчивый снежный покров сохраняется с первой декады ноября по последнюю декаду апреля. Средняя продолжительность снежного покрова 160—170 дней. Средняя из наибольших декадных высот снежного покрова за зиму — 50 см. Средняя максимальная температура самого жаркого месяца: +24,4 °C. Средняя температура самого холодного месяца: −17,4 °C.

## Население
Постоянное население составляло 7 человек (100 % татары) в 2002 году, 0 человек в 2010 году. Учтен 1 житель в 2018 году.